# Prix Edgar-Lespérance
Le prix Edgar-Lespérance est un ancien prix littéraire québécois. Il a été créé en 1991 par le groupe Sogides en l'honneur d'Edgar Lespérance, fondateur, en 1958, des Éditions de l'Homme.
Il a été attribué pour la dernière fois en 1995.

## Lauréats
- 1991 - Lori Saint-Martin - Lettre imaginaire à la femme de mon amant
- 1992 - Hélène Pedneault - La Douleur du volcan
- 1993 - Dany Laferrière - Le Goût des jeunes filles
- 1994 - Sylvain Trudel - Les Prophètes
- 1994 - Serge Patrice Thibodeau - L'Appel des mots
- 1994 - Paul Jacob - Guide d'orientation avec carte et boussole
- 1994 - Mia et Klaus - Les Îles-de-la-Madeleine
- 1995 - Yolande Villemaire - Le Dieu dansant
- 1995 - Jocelyn Létourneau